# Usine à chaux de Saint-Pierre
L'usine à chaux de Saint-Pierre est un four à chaux situé à Angrie, en France.

## Localisation
Le four à chaux est situé dans le département français de Maine-et-Loire, sur la commune d'Angrie.

## Historique
L'édifice est inscrit au titre des monuments historiques en 2006.